# Elatochori
Elatochori är en ort i Grekland.   Den ligger i prefekturen Nomós Pierías och regionen Mellersta Makedonien, i den norra delen av landet, 290 km norr om huvudstaden Aten. Elatochori ligger 827 meter över havet och antalet invånare är 681.
Terrängen runt Elatochori är kuperad österut, men västerut är den bergig. Runt Elatochori är det ganska glesbefolkat, med 32 invånare per kvadratkilometer. Närmaste större samhälle är Velventós, 17,0 km väster om Elatochori. Trakten runt Elatochori består till största delen av jordbruksmark.